# 斯勞厄爾瑟市鎮
斯勞厄爾瑟市鎮（丹麥語：Slagelse kommune）是丹麥的一個市鎮，位於西蘭島西部。西隔大貝爾特海峽與菲英島、朗厄蘭島相望，南臨斯莫蘭海，並包括艾厄斯島、奧姆島等島嶼。屬西蘭大區。面積567.34平方公里，2009年人口77,457人。行政中心为斯勞厄爾瑟。
2007年1月1日由原斯勞厄爾瑟市鎮和另外三個市鎮合併而成。